# Ody Koopman
Henri Lodewijk George (Ody) Koopman (Salatiga, 19 juli 1902 – Mendrisio, 20 mei 1949) was een Nederlands tennisser.

## Biografie
Koopman werd geboren in Nederlands-Indië waar zijn vader in dienst was van de KNIL. Hij had een Indische achtergrond; zijn moeder werd geboren uit een relatie van een Nederlander met een Javaanse vrouw. Zijn jongere zus was het internationaal bekende model Toto Koopman.
Ody Koopman was vanaf de jaren twintig als tennisser actief op nationale kampioenschappen. In 1930 werd hij samen met Mence Canters nationaal kampioen in het gemengd dubbel. In 1931, 1932 (met Joop Knottenbelt) en 1933 (met Henk Timmer) was hij nationaal kampioen in het heren dubbel. Koopman was in 1931 en 1934 actief op Wimbledon. In 1931 kwam hij tot de derde ronde in het enkelspel en samen met Knottenbelt tot de tweede ronde in het heren dubbel. Samen met Timmer kwam hij in 1934 tot de derde ronde in het heren dubbel. 
Vanaf 1935 was Koopman actief in de autosport. In een BMW nam hij deel aan de Rally van Monte Carlo van 1935 en 1936. In 1937 was hij deelnemer aan de rally in een FIAT.
Ody Koopman was twee keer getrouwd. Zijn eerste huwelijk eindigde in een scheiding. Uit zijn tweede huwelijk, met tennispartner Bep Haas, had hij twee zoons. Hoewel hij nog getrouwd was, verbleef hij in 1949 met een vriendin en een uit deze relatie geboren dochtertje in Ascona in Zwitserland. De 27-jarige Nederlandse vrouw werd op 10 mei van dat jaar vermoord aangetroffen in een door het stel gehuurde villa. Koopman bleek op de vlucht te zijn geslagen. Ruim een week later werd hij in de buurt van Ascona aangetroffen en gearresteerd op verdenking van de moord. Hij overleed daags na de arrestatie in een krankzinnigengesticht in het nabijgelegen Mendrisio. Volgens de Zwitserse autoriteiten stierf hij aan 'totale uitputting', mede doordat hij in de periode van zijn vlucht niets gegeten had.
- Virtual International Authority File: 3300157040168067040002